# Toni Collette
Antonia "Toni" Collette (født 1. november 1972) er en australsk skuespillerinde og musiker, kendt for sit skuespillerjob på teateret, TV og film, men også som forsanger i bandet Toni Collette & the Finish.
Collettes skuespillerkarriere begyndte i de tidlige 90'ere med komiske roller i film såsom: Spotswood (1992) og Muriel's Wedding (1994), for hvilke hun var nomineret for en Golden Globe for bedste skuespillerinde - drama.

## Filmografi
- Krampus (2015)